# Girischk

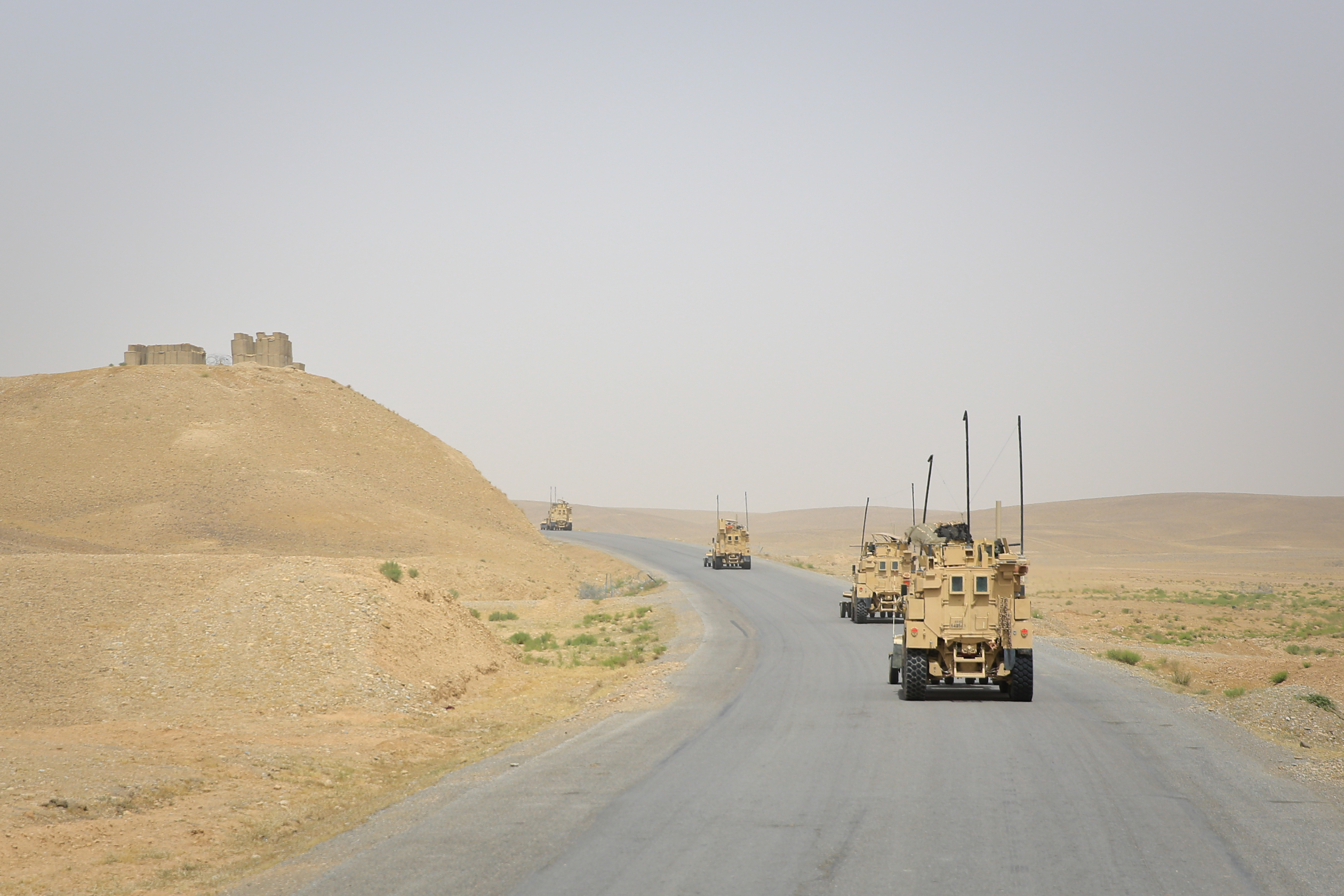
Straße bei Girischk (2014)

Girischk (paschtunisch ګرشک) oder Gereschk ist eine Kleinstadt im Distrikt Nahri Saraj in der Provinz Helmand an dem Fluss Hilmend in Afghanistan.

## Geografie

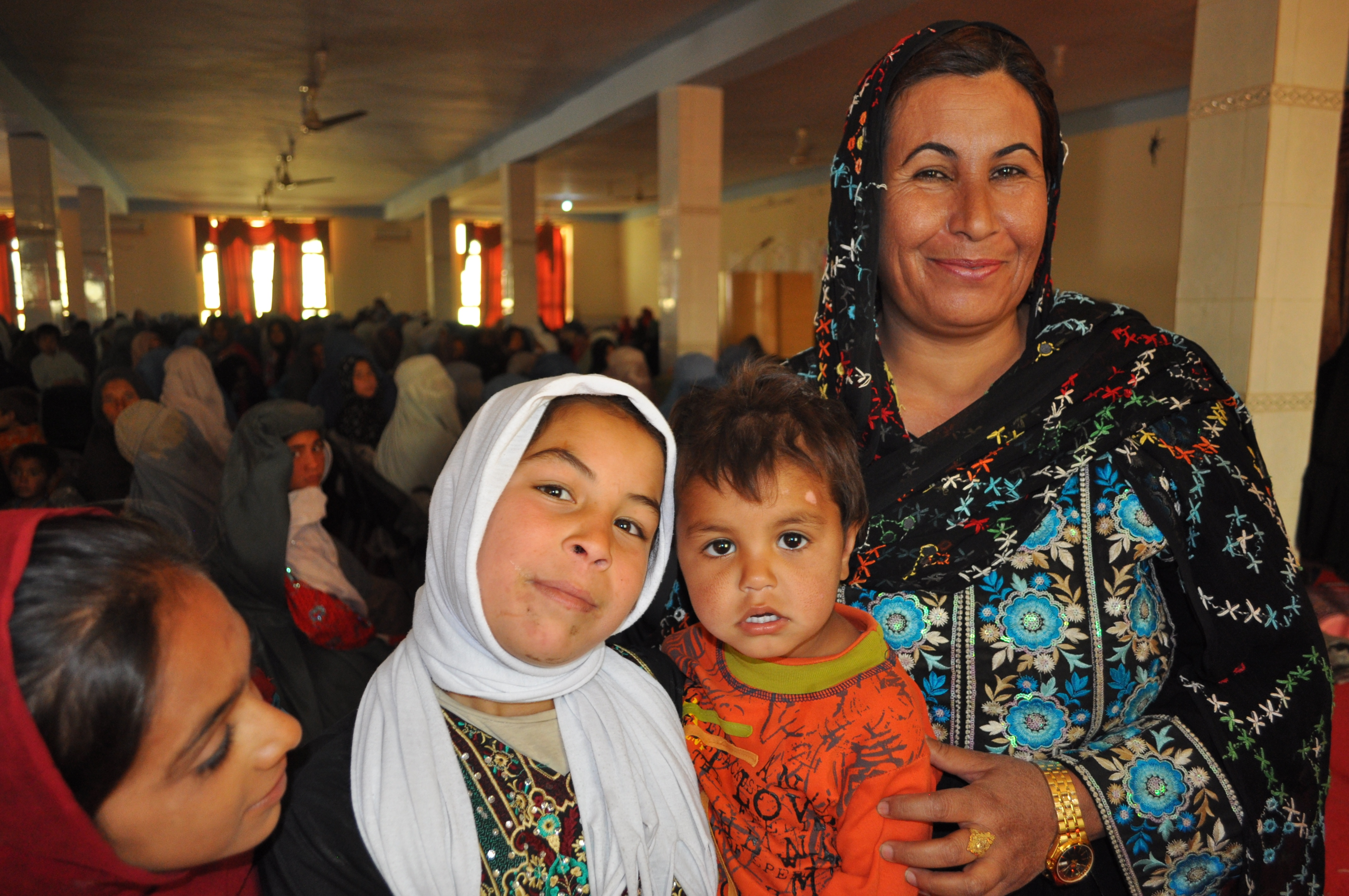
Weltfrauentag in Girischk (2012)

Die Stadt befindet sich etwa 120 km nordwestlich von Kandahar, auf einer Höhe von 817 Metern. Sie ist das Zentrum einer  landwirtschaftlichen Region, die an der Kadschakai-Talsperre liegt, welche das Wasser zum Boghra-Kanal leitet.

## Demografie und Gebäude
Girischk hat etwa 48.546 Einwohner und verfügt über ein Krankenhaus und eine Ingenieurschule, die 1957 gebaut wurde.

## Geschichte

### Ursprung
Girischk wurde ursprünglich um eine Festung am Ostufer des Flusses gebaut und später im Westen wieder aufgebaut. Während des Ersten Anglo-Afghanischen Krieges (1839-1842) wurde das Fort von den Briten erobert, allerdings später wieder aufgegeben. Das Gleiche passierte 1879.

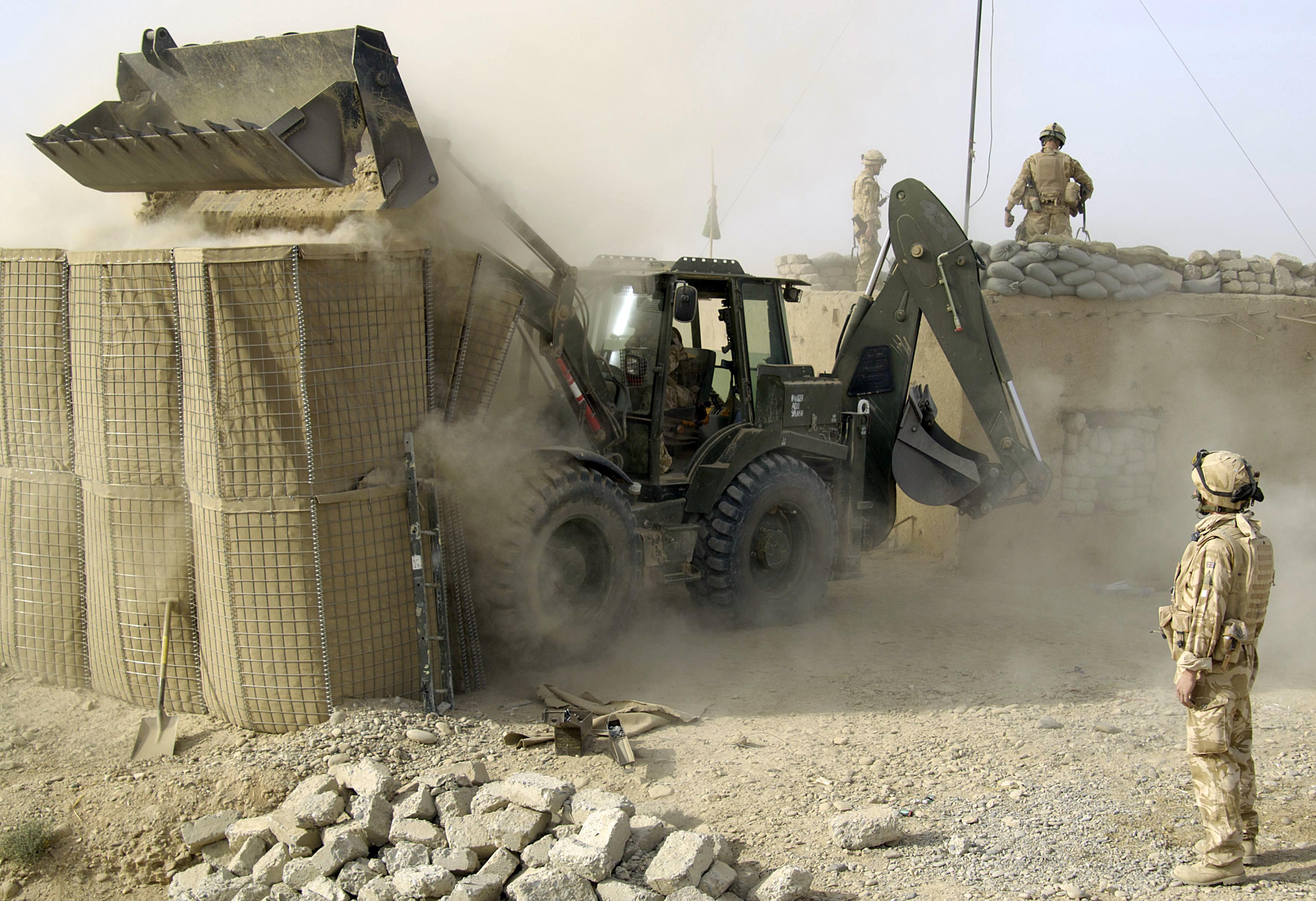
Schanzarbeiten bei Girischk (2006)

### Operation Enduring Freedom
Im November 2003 starb Abdul Wahed in Girischk an der Spezialeinheiten-Basis, nachdem er von der afghanischen Armee gefoltert worden war. Im April 2008 arbeitete das 2nd Battalion, 7th Marines, das dorthin geschickt wurde um die afghanische Polizei beim Trainieren zu unterstützen, mit dem dänischen und britischen Militär zusammen.

## Klima
Girischk hat ein heißes Wüstenklima, das sich durch geringe Niederschläge und hohe Schwankungen zwischen Sommer- und Wintertemperaturen auszeichnet. Die durchschnittliche Temperatur in Girischk beträgt 19,6 °C, während die jährliche Niederschlagsmenge durchschnittlich 117 mm beträgt. Die Sommer beginnen Mitte Mai, dauern bis Ende September und sind extrem trocken. Der Juli ist mit einer Durchschnittstemperatur von 32,2 °C der heißeste Monat des Jahres. Der kälteste Monat Januar hat eine Durchschnittstemperatur von 7,0 °C.
| Klima in Girischk             | Klima in Girischk | Klima in Girischk | Klima in Girischk | Klima in Girischk | Klima in Girischk | Klima in Girischk | Klima in Girischk | Klima in Girischk | Klima in Girischk | Klima in Girischk | Klima in Girischk | Klima in Girischk | Klima in Girischk |
| Monat                         | Januar            | Februar           | März              | April             | Mai               | Juni              | Juli              | August            | September         | Oktober           | November          | Dezember          | Year              |
| ----------------------------- | ----------------- | ----------------- | ----------------- | ----------------- | ----------------- | ----------------- | ----------------- | ----------------- | ----------------- | ----------------- | ----------------- | ----------------- | ----------------- |
| höchste Temperatur in °C      | 14,0              | 16,7              | 23,4              | 28,5              | 34,9              | 40,1              | 41,3              | 39,6              | 35,1              | 29,2              | 21,6              | 16,0              | 28,4              |
| Durchschnittstemperatur in °C | 7,0               | 9,7               | 15,7              | 20,3              | 25,9              | 30,3              | 32,2              | 29,9              | 24,6              | 18,9              | 12,3              | 8,0               | 19,6              |
| niedrigste Temperatur in °C   | 0,0               | 2,7               | 8,0               | 12,1              | 16,9              | 20,6              | 23,2              | 20,3              | 14,2              | 8,7               | 3,1               | 0,0               | 10,8              |
| Quelle: Climate-Data.org      |                   |                   |                   |                   |                   |                   |                   |                   |                   |                   |                   |                   |                   |

## Verkehr
Girischk liegt an der Verkehrsstraße „Highway 1“ in Afghanistan, die während der sowjetischen Intervention in Afghanistan gebaut wurde. Diese Route verbindet die Provinz Farah im Westen und die Provinz Kandahar im Osten. Im Rahmen der Operation Muschtarak bauen die britische Armee und die afghanischen Arbeiter die Route Trident, eine Straße, die Girischk schließlich mit der Provinzhauptstadt Laschkar Gah verbinden wird. Girischk ist ebenfalls der südliche Endpunkt der Route 611.

## Belege
1. ↑  Google Maps. Abgerufen am 4. Juni 2018.
2. ↑  Antoinette Burton: The First Anglo-Afghan Wars: A Reader. Duke University Press, 2014, ISBN 978-0-8223-7669-9 (google.de [abgerufen am 4. Juni 2018]).
3. ↑  Carlotta Gall: Rights Group Says U.S. Fails to Investigate Abuses in Afghanistan. In: The New York Times. 13. Dezember 2004, ISSN 0362-4331 (nytimes.com [abgerufen am 4. Juni 2018]).
4. ↑  Marine Corps News Room: Hard-hit 2/7 begins return from Afghanistan. Archiviert vom Original (nicht mehr online verfügbar) am 4. März 2016; abgerufen am 4. Juni 2018.  Info: Der Archivlink wurde automatisch eingesetzt und noch nicht geprüft. Bitte prüfe Original- und Archivlink gemäß Anleitung und entferne dann diesen Hinweis.
5. ↑  Climate Gereshk: Temperature, Climograph, Climate table for Gereshk - Climate-Data.org. Abgerufen am 4. Juni 2018.
6. ↑  Progress slow and messy in Afghanistan. 2010 (bbc.co.uk [abgerufen am 4. Juni 2018]).